# FC Waidhofen/Ybbs
FC Waidhofen/Ybbs is een Oostenrijkse voetbalclub uit Waidhofen an der Ybbs in Neder-Oostenrijk.

## Geschiedenis
De club ontstond in 1973 na een fusie tussen de twee clubs uit Waidhofen 1. Waidhofner Sportklub en Union Waidhofen. Na de titel in de Landesliga Niederösterreich in 1976 promoveerde de club naar de Regionalliga Ost (derde klasse), waar ze tot 1979/80 speelden, toen de Regionalliga Ost werd opgeheven. Vijf jaar later werd de Regionalliga Ost nieuw leven ingeblazen, maar het duurde tot 1993 vooraleer de club daarin kon terugkeren. Sindsdien is de club een vaste waarde in deze klasse. De beste notering kwam in 2003/04 toen de club vicekampioen werd achter SC-ESV Parndorf 1919. In 2010 werd de club kampioen, maar koos ervoor om niet te promoveren.

## Erelijst
Landesliga Niederösterreich
1976, 1993